# 普拉迪亚·加德雷
普拉迪亚·加德雷（英語：Pradnya Gadre，1990年10月17日—），印度女子羽毛球運動員，專長雙打項目。

## 簡歷
2013年8月，普拉迪亚·加德雷參加中國廣州舉行的世界羽毛球錦標賽，與阿什维尼·蓬纳帕出戰女子雙打項目，在首圈就以1比2（23-21、18-21、17-21）負於丹麥的莱恩·丹穆凯尔·克鲁斯/马丽恩·罗布克出局。

## 主要比賽成績
只列出曾進入準決賽的國際賽事成績：
| 年份   | 賽事                     | 公開賽級別 | 項目     | 拍檔              | 成績   |
| ------ | ------------------------ | ---------- | -------- | ----------------- | ------ |
| 2009年 | 印度羽毛球大獎賽         | 大獎賽     | 混合雙打 | 艾谢·迪瓦卡       | 準決賽 |
| 2011年 | 保加利亞羽毛球國際賽     | 國際挑戰賽 | 女子雙打 | 普拉加克塔·沙旺特 | 亞軍   |
| 2011年 | 瑞士羽毛球國際賽         | 國際挑戰賽 | 女子雙打 | 普拉加克塔·沙旺特 | 冠軍   |
| 2013年 | 巴林羽毛球國際挑戰賽     | 國際挑戰賽 | 女子雙打 | 斯基·雷迪         | 冠軍   |
| 2013年 | 印度羽毛球國際挑戰賽     | 國際挑戰賽 | 女子雙打 | 斯基·雷迪         | 冠軍   |
| 2013年 | 印度羽毛球國際挑戰賽     | 國際挑戰賽 | 混合雙打 | 艾谢·迪瓦卡       | 冠軍   |
| 2014年 | 優霸盃                   | 其他       | 女子團體 | －                | 準決賽 |
| 2014年 | 斯里蘭卡羽毛球國際賽     | 國際挑戰賽 | 女子雙打 | 斯基·雷迪         | 亞軍   |
| 2014年 | 斯里蘭卡羽毛球國際賽     | 國際挑戰賽 | 混合雙打 | 艾谢·迪瓦卡       | 冠軍   |
| 2014年 | 亞洲運動會羽毛球比賽     | 其他       | 女子團體 | －                | 銅牌   |
| 2014年 | 巴林羽毛球國際挑戰賽     | 國際挑戰賽 | 女子雙打 | 斯基·雷迪         | 準決賽 |
| 2014年 | 孟加拉羽毛球國際挑戰賽   | 國際挑戰賽 | 女子雙打 | 斯基·雷迪         | 冠軍   |
| 2014年 | 印度羽毛球國際挑戰賽     | 國際挑戰賽 | 混合雙打 | 艾谢·迪瓦卡       | 亞軍   |
| 2015年 | 波蘭羽毛球公開賽         | 國際挑戰賽 | 女子雙打 | 斯基·雷迪         | 冠軍   |
| 2015年 | 波蘭羽毛球公開賽         | 國際挑戰賽 | 混合雙打 | 艾谢·迪瓦卡       | 亞軍   |
| 2015年 | 斯里蘭卡羽毛球國際挑戰賽 | 國際挑戰賽 | 女子雙打 | 斯基·雷迪         | 亞軍   |
| 2015年 | 拉各斯羽毛球國際挑戰賽   | 國際挑戰賽 | 女子雙打 | 斯基·雷迪         | 冠軍   |

| 2007-2017年 | 首要超級賽 | 超級賽 | 黃金大獎賽 | 大獎賽 | 國際挑戰賽 | 國際系列賽 | 未來系列賽 | 其他 |

| 2018-2026年 | 總決賽 | 超級1000賽 | 超級750賽 | 超級500賽 | 超級300賽 | 超級100賽 | 國際挑戰賽 | 國際系列賽 | 未來系列賽 | 其他 |

### 奧運會和世錦賽參賽紀錄
|          | 搭檔            | 2013 | 2014 | 2015 |
| -------- | --------------- | ---- | ---- | ---- |
| 女子雙打 | 阿什维尼·蓬纳帕 | 48強 | －   | －   |
| 女子雙打 | 斯基·雷迪       | －   | －   | 32強 |